# Taxa anual efectiva
A Taxa anual efectiva, também referida pela sigla TAE, é uma forma de cálculo de uma taxa de juro definida na lei portuguesa com o propósito de tornar equivalente, numa base anual, os valores actualizados de um conjunto de prestações ou pagamentos.
A definição da TAE, realizada no Decreto-Lei n.º 220/94 , resultou da necessidade de incentivar a transparência do sector bancário após a sua liberalização, o que motivou a imposição do fornecimento de informação comparável relativa às várias ofertas de crédito ao consumo.
A definição da TAE no decreto-lei é a taxa interna de retorno taxa de juro que dá um Valor Presente Líquido nulo aos fluxos de caixa:
{\displaystyle VPL=0=\sum _{t=0}^{N}{\frac {F_{t}}{(1+TIR)^{t}}}}
onde {\displaystyle N} é a duração do empréstimo, {\displaystyle t} é o índice do período de pagamento ou recebimento começando no presente a {\displaystyle t=0} e até ao fim {\displaystyle t=N}, {\displaystyle F_{t}} é o valor de caixa no período {\displaystyle t} (positivo para um recebimento, negativo para uma prestação), e {\displaystyle TIR} é a taxa interna de retorno que resolve esta equação. Para uma taxa anual, o período nesta fórmula deve ser um ano e a fórmula pode ser ajustada para períodos diferentes.
A TAE incorpora os efeitos de juros cumulados. A situação mais simples para perceber é uma conta poupança que recebe juros não só sobre o investimento inicial mas também sobre os juros prévios. Com uma taxa anual de 2% durante 10 anos, a taxa sobre 12 anos é de 26.82% e não de 24% (a taxa anual de 2% multiplicada por 12 anos) porque os juros pago num ano também acresce juros nos anos seguintes.